# Lily Was Here
«Lily Was Here» — инструментальная композиция, записанная британским гитаристом Дэйвом Стюартом и голландской саксофонисткой Кэнди Далфер. Она была выпущена в ноябре 1989 года в качестве саундтрека к фильму «Кассирша» (нидерл. De Kassière), в британском прокате вышедшему под названием «Лили была здесь» (англ. Lily Was Here). Песня достигла первого места в чарте Нидерландов и вошла в двадцатку лучших хитов в чартах ряда других европейских стран, Австралии и США.

## Предыстория и релиз
Композиция сильно "вдохновлена" фрагментом известной песни певицы Sandra - In The Heat Of The Night (альбомная версия) 1985 года, начиная с 3 минуты и заканчивая 4:25. Повторяется ритм и звучание ударных, акустическая гитара и её ноты, общая атмосфера песни. Электрогитара заменена на саксофон.

Дэйв Стюарт пригласил для записи альбома-саундтрека к фильму «Кассирша» молодую саксофонистку Кэнди Далфер, которая ранее не выпускала сольного коммерческого материала. Во время записи в студии присутствовал и отец Кэнди, Ганс Далфер, также саксофонист, который позже рассказал, что композиция была записана за один дубль самой последней в день записи саундтрека и была скорее джем-сейшеном, изначально также композицию не планировали включать в альбом.
В ноябре 1989 года композиция была выпущена в качестве сингла в Нидерландах и быстро стала хитом, продержавшись пять недель на первом месте в сингловом хит-параде. Благодаря этому, композиция также была выпущена во всём остальном мире, где также стала популярной, композиция заняла 6-е место в Великобритании и 11-е — в американском Billboard Hot 100.
Успех данного сингла побудил Далфер записать собственную дебютную пластинку, которую она назвала Saxuality.

## Список композиций
CD maxi
1. «Lily Was Here» — 4:19
2. «Lily Was Here» (Space Centre Medical Unit Hum) — 8:10
3. «Lily Robs the Bank» — 2:33

CD maxi
1. «Lily Was Here» — 4:19
2. «Lily Robs the Bank» — 2:33
3. «Here Comes the Rain Again» — 6:00

7-inch single
1. «Lily Was Here» — 4:19
2. «Lily Robs the Bank» — 2:33

3-inch single
1. «Lily Was Here» — 4:19
2. «Lily Robs the Bank» — 2:33

12-inch maxi
1. «Lily Was Here» (Space Centre Medical Unit Hum) — 8:10
2. «Lily Was Here» (Orbital Space Lab Mix) — 6:57
3. «Lily Robs the Bank» — 2:33

## Чарты
| Чарт (1989–1991)                      | Пиковая позиция |
| ------------------------------------- | --------------- |
| Австралия (ARIA)                      | 10              |
| Австрия (Ö3 Austria Top 40)           | 18              |
| Бельгия/Фландрия (Ultratop 50)        | 2               |
| Канада (RPM Top Singles)              | 22              |
| Европейский союз (Eurochart Hot 100)  | 10              |
| Финляндия (Suomen virallinen lista)   | 5               |
| Франция (SNEP)                        | 13              |
| Германия (GfK)                        | 17              |
| Греция (IFPI)                         | 2               |
| Ирландия (IRMA)                       | 10              |
| Нидерланды (Dutch Top 40)             | 1               |
| Нидерланды (Single Top 100)           | 1               |
| Норвегия (VG-lista)                   | 2               |
| Швеция (Sverigetopplistan)            | 10              |
| Швейцария (Schweizer Hitparade)       | 10              |
| Великобритания (OCC UK Singles)       | 6               |
| США (Billboard Hot 100)               | 11              |
| США (Billboard Adult Contemporary)    | 6               |
| США (Billboard Hot R&B/Hip-Hop Songs) | 60              |

| Чарт (1989)                          | Позиция |
| ------------------------------------ | ------- |
| Нидерланды (Single Top 100)          | 15      |
| Чарт (1990)                          | Позиция |
| Австралия (ARIA)                     | 60      |
| Бельгия/Фландрия (Ultratop)          | 44      |
| Европейский союз (Eurochart Hot 100) | 49      |
| Германия (Offizielle Top 100)        | 49      |
| Великобритания (UK Singles Chart)    | 41      |

| Регион                                                      | Сертификация | Продажи  |
| ----------------------------------------------------------- | ------------ | -------- |
| Австралия (ARIA)                                            | Золотой      | 35 000^  |
| Франция (SNEP)                                              | Серебряный   | 125 000  |
| Нидерланды (NVPI)                                           | Платиновый   | 100 000^ |
| ^ Данные о тиражах приведены только на основе сертификации. |              |          |